# Ной-Вульмсторф
Ной-Вульмсторфⓘ (нім. Neu Wulmstorf) — сільська громада в Німеччині, розташована в землі Нижня Саксонія. Входить до складу району Гарбург.
Площа — 56,16 км2. Населення становить 21 748 ос. (станом на 31 грудня 2021).